# Donna Prassede
(Alessandro Manzoni, I promessi sposi, Capitolo XXV)
Donna Prassede è un personaggio immaginario presente ne I promessi sposi, romanzo di Alessandro Manzoni.

## Biografia del personaggio
Compare nella seconda parte della vicenda, specialmente nei capitoli XXV, XXVI e XXVII; tenta di aiutare Lucia, protagonista del romanzo insieme al promesso sposo Renzo, a superare il trauma della prigionia da lei patita presso il castello dell'Innominato. Donna Prassede è un personaggio esemplarmente bigotto, che si intromette negli affari di tutti e lo dimostra con il comportamento di protezione che assume con le sue figlie. Si convince che Renzo sia un poco di buono per via degli ordini di cattura che lo riguardano, ed è quindi risoluta a far sì che Lucia lo dimentichi offendendo la persona di costui: questo nominare Renzo in continuazione non aiuta Lucia, la quale vorrebbe provare a dimenticare Renzo avendo fatto voto di castità nel castello dell'Innominato.
(Alessandro Manzoni, I promessi sposi, Capitolo XXVII)
In una scena veloce ma efficace, Donna Prassede è ritratta a domandare a Lucia a mo' di controllo "Non ci pensiamo più, a colui?" (cioè a Renzo) Lucia a dire "Io non penso a nessuno" forse per compiacerla forse per sforzo reale, Donna Prassede a non esserne convinta e parlare ancora male di Renzo e quindi riportandolo in mente a Lucia, diventando controproducente. Unica consolazione di Lucia è che questo tormento non dura troppo spesso, in quanto Prassede litiga anche con altre persone.
Lucia dimora a casa di donna Prassede durante tutto l'inverno e la primavera del 1630, per poi spostarsi nel lazzaretto. Donna Prassede è sposata con don Ferrante, uomo di cultura che Manzoni descrive come il perfetto erudito seicentesco, completamente assorbito dallo studio dei suoi libri ma tutt'altro che aggiornato. Da don Ferrante ha avuto 5 figlie: 2 si sono sposate e 3 sono entrate in convento, e si intromette continuamente nelle vite di queste e nelle loro case o conventi.
Nel suo desiderio di bene c'è una smania di dominio, ha l'ossessione delle cause e dei princìpi; esercita una pseudo-carità balordamente raziocinante; si cura di detenere il monopolio di tutte le buone azioni. Non crede mai all'innocenza ed ha un'idea meschina della giustizia di Dio.
Esercita su Lucia una vera inquisizione poliziesca, assumendosi il compito di correggere l'opera del Cardinale Federico Borromeo; interpreta alla rovescia la morale cattolica. È una piccola inquisizione prassediana che ha i suoi bravi "metodi sacramentali": sorveglianza, repressione, ma anche persuasione. L'autore prova sdegno e disprezzo per lei (sia pure con la temperanza dell'ironia) e la condanna totalmente.
(Alessandro Manzoni, I promessi sposi, Capitolo XXVII)
Alla fine del romanzo, donna Prassede muore contagiata dalla peste. Celebre, a questo proposito, il lapidario ritratto-epitaffio che ne fa lo scrittore:
(Alessandro Manzoni, I promessi sposi, Capitolo XXXVII)